# Pornografia in Medio Oriente
La pornografia in Medio Oriente è stata documentata e studiata solo in minima parte dagli studiosi e da poco tempo.
Anche se la trasmissione e l'accesso alla pornografia su internet è limitata o del tutto vietata in molti paesi della regione, l'accesso diffuso alla pornografia è disponibile tramite antenne paraboliche satellitari.
In Iran la pornografia è illegale. Tuttavia, con l'accesso diffuso a Internet (in particolare i programmi di download) e l'esistenza di un mercato nero su larga scala in film western, la pornografia si chiama "super-film". In Iran, una legge è stata approvata a metà del 2007 da parte del Parlamento, ma è ancora necessaria l'approvazione da parte del Consiglio dei Guardiani della Costituzione, i produttori di film pornografici affrontano l'esecuzione capitale se vengono ritenuti colpevoli. Stessa cosa con Arabia Saudita. L'Arabia Saudita vieta ogni forma di pornografia. Si rischia la pena di morte se si viene beccati in possesso di materiale pornografico.
Mentre la produzione di materiale pornografico è presente e legale sempre all'interno della Turchia, dell'Azerbaigian e di Israele.
Nel settembre 2011, una banda libanese-siriano impegnata nella promozione di film pornografici è stata arrestata dalle forze di sicurezza generali libanesi, secondo la National News Agency del Libano. Il gruppo è riuscito a vendere i film su DVD in varie regioni del Libano.